# Дискография Эйвы Макс
Эйва Макс выпустила два студийных альбома, один мини-альбом, 15 синглов (включая шесть в качестве приглашённого исполнителя), семь промосинглов и шестнадцать музыкальных видеоклипов.
В 2008 году Эйва Макс выложила в своём профиле MySpace независимый мини-альбом под названием Amanda Kay, в который вошли шесть треков, спродюсированных американским певцом Кевином Рудольфом. В 2013 году она выпустила песню «Take Away the Pain» под сценическим псевдонимом Эйва (англ. Ava), который позже был перезаписан канадским дуэтом Project 46 в 2015 году.
После подписания контракта с лейблом Atlantic Records в 2016 году, два года спустя, Эйва Макс выпустила промосингл «My Way» и песню, записанную совместно с рэпером Gashi «Slippin’». Сингл «Sweet but Psycho» был выпущен в августе 2018 года, который стал её первым хитом, возглавивший чарты 22 стран, включая шведские, финские, норвежские и британские. Он возглавил чарт Billboard Dance Club Songs и достиг высшей позиции под номером 10 в чарте Billboard Hot 100.
Выход следующего сингла Эйвы Макс «So Am I» датируется мартом 2019 года, который попал в первую десятку еженедельных чартов в 15 странах. Были выпущены три промосингла «Blood, Sweat & Tears», «Freaking Me Out» и «On Somebody», за которыми последовал её следующий сингл «Torn», вышедший в августе 2019 года и попавший в первую пятёрку в пяти странах. Релиз песни «Salt» состоялся в декабре 2019 года, после которого Эйва представила совместный с Аланом Уокером сингл «Alone, Pt. II», возглавивший сербский чарт. В 2020 году выпустила «Kings & Queens», «Who’s Laughing Now», «OMG What’s Happening» и «Naked» в качестве синглов из её дебютного студийного альбома Heaven & Hell, опубликованного в сентябре 2020 года. Альбом попал в топ-15 в австралийском, германском, норвежском, шведском, швейцарском и великобританском чартах. Композиция «Christmas Without You», релиз которой был осуществлён в октябре 2020 года, попала в топ-10 в чарте Billboard US Holiday Digital Song Sales. 19 ноября того же года была выпущена песня «My Head & My Heart», вошедшая в состав переизданной версии альбома Heaven & Hell. 13 ноября того же года Эйва приняла участие в записи кавер-версии песни «Stop Crying Your Heart Out» британской рок-группы Oasis. Песня была записана для сбора средств, направленных на поддержку детей и молодых людей по всей Великобритании.

## Альбомы

### Студийные альбомы
| Название               | Детали                                                                                     | Высшая позиция в чартах | Высшая позиция в чартах | Высшая позиция в чартах | Высшая позиция в чартах | Высшая позиция в чартах | Высшая позиция в чартах | Высшая позиция в чартах | Высшая позиция в чартах | Высшая позиция в чартах | Высшая позиция в чартах | Сертификации                                                                                  |
| Название               | Детали                                                                                     | АВС                     | ВЕЛ                     | ГЕР                     | ИТА                     | НОЗ                     | НОР                     | США                     | ФРА                     | ШВА                     | ШВЕ                     | Сертификации                                                                                  |
| ---------------------- | ------------------------------------------------------------------------------------------ | ----------------------- | ----------------------- | ----------------------- | ----------------------- | ----------------------- | ----------------------- | ----------------------- | ----------------------- | ----------------------- | ----------------------- | --------------------------------------------------------------------------------------------- |
| Heaven & Hell          | - Релиз: 18 сентября 2020 года - Лейбл: Atlantic Records - Формат: CD, кассета, ЦД         | 7                       | 2                       | 7                       | 28                      | 20                      | 2                       | 27                      | 14                      | 5                       | 7                       | Список - БРА: Платиновый - КАН: Золотой - ПОЛ: Платиновый - НОР: 3× Платиновый - США: Золотой |
| Diamonds & Dancefloors | - Релиз: 27 января 2023 года - Лейбл: Atlantic Records - Формат: CD, кассета, ЦД, стриминг | 31                      | 11                      | 8                       | 50                      | 21                      | 28                      | 34                      | 15                      | 8                       | 54                      |                                                                                               |

### Мини-альбомы
| Название   | Детали                                             |
| ---------- | -------------------------------------------------- |
| Amanda Kay | - Релиз: 2008 год - Лейбл: Denny Hits - Формат: ЦД |

## Синглы

### В качестве ведущего исполнителя
| Год                                                                                   | Название                                             | Высшая позиция в чартах | Высшая позиция в чартах | Высшая позиция в чартах | Высшая позиция в чартах | Высшая позиция в чартах | Высшая позиция в чартах | Высшая позиция в чартах | Высшая позиция в чартах | Высшая позиция в чартах | Высшая позиция в чартах | Сертификации | Альбом              |
| Год                                                                                   | Название                                             | АВС                     | ВЕЛ                     | ГЕР                     | ИТА                     | НОЗ                     | НОР                     | США                     | ФРА                     | ШВА                     | ШВЕ                     | Сертификации | Альбом              |
| ------------------------------------------------------------------------------------- | ---------------------------------------------------- | ----------------------- | ----------------------- | ----------------------- | ----------------------- | ----------------------- | ----------------------- | ----------------------- | ----------------------- | ----------------------- | ----------------------- | --- | ------------------- |
| 2018                                                                                  | «Sweet but Psycho»                                   | 2                       | 1                       | 1                       | 3                       | 1                       | 1                       | 10                      | 8                       | 1                       | 1                       | Список - АВС: 5× Платиновый - АВТ: 2× Платиновый - КАН: 5× Платиновый - БЕЛ: Платиновый - БРА: Бриллиантовый - ВЕЛ: 3× Платиновый - ГЕР: 3× Золотой - ДАН: 3× Платиновый - ИСП: Платиновый - ИТА: 3× Платиновый - НИД: 2× Платиновый - НОР: Платиновый - НОЗ: Платиновый - ПОЛ: Бриллиантовый - ПОР: Платиновый - США: 3× Платиновый - ШВА: 4× Платиновый - ФРА: Бриллиантовый | Heaven & Hell       |
| 2019                                                                                  | «So Am I»                                            | 14                      | 13                      | 21                      | —                       | 23                      | 2                       | —                       | 58                      | 18                      | 16                      | Список - АВС: Платиновый - АВТ: Золотой - БРА: Платиновый - ВЕЛ: Золотой - ГЕР: Золотой - ДАН: Золотой - КАН: Платиновый - НОР: 2× Платиновый - ПОЛ: 2× Платиновый - США: Золотой - ШВА: Платиновый - ФРА: Золотой | Heaven & Hell       |
| 2019                                                                                  | «So Am I» (при участии NCT 127)                      | —                       | —                       | —                       | —                       | —                       | —                       | —                       | —                       | —                       | —                       | — | Внеальбомный сингл  |
| 2019                                                                                  | «Torn»                                               | —                       | 87                      | 59                      | 82                      | —                       | —                       | —                       | 106                     | 28                      | —                       | Список - АВТ: Золотой - БРА: Золотой - ИТА: Золотой - ПОЛ: Платиновый - ШВЕ: Золотой - ФРА: Золотой | Heaven & Hell       |
| 2019                                                                                  | «Tabú» (совместно с Пабло Альбораном)                | —                       | —                       | —                       | —                       | —                       | —                       | —                       | —                       | —                       | —                       | — | Tabú                |
| 2019                                                                                  | «Salt»                                               | —                       | —                       | 10                      | —                       | —                       | 5                       | —                       | 38                      | 8                       | 33                      | Список - АВТ: Платиновый - БРА: Золотой - ГЕР: Золотой - ДАН: Золотой - КАН: Золотой - НОР: 2× Платиновый - ПОЛ: 2× Платиновый - ФРА: Золотой | Heaven & Hell       |
| 2019                                                                                  | «Alone, Pt. II» (совместно с Аланом Уокером)         | —                       | —                       | 47                      | —                       | —                       | 4                       | —                       | 68                      | 47                      | 25                      | Список - БЕЛ: Золотой - ИТА: Золотой - НОР: Платиновый - ПОЛ: Золотой - ФРА: Золотой | Внеальбомный сингл  |
| 2020                                                                                  | «Kings & Queens»                                     | 31                      | 19                      | 16                      | 38                      | —                       | 7                       | 22                      | 32                      | 5                       | 21                      | Список - АВТ: Платиновый - БЕЛ: Платиновый - БРА: Платиновый - ВЕЛ: Золотой - ГЕР: Золотой - ИТА: Платиновый - ИСП: Золотой - КАН: Платиновый - НОР: 2× Платиновый - ПОЛ: 2× Платиновый - США: Золотой - ФРА: Золотой | Heaven & Hell       |
| 2020                                                                                  | «King & Queens, Pt. 2» (при участии Lauv и Saweetie) | —                       | —                       | —                       | —                       | —                       | —                       | —                       | —                       | —                       | —                       | — | Внеальбомный сингл  |
| 2020                                                                                  | «Who’s Laughing Now»                                 | —                       | 93                      | 65                      | —                       | —                       | 8                       | —                       | 68                      | 34                      | 63                      | Список НОР: Золотой | Heaven & Hell       |
| 2020                                                                                  | «OMG What’s Happening»                               | —                       | —                       | —                       | —                       | —                       | 32                      | —                       | —                       | 65                      | 72                      | — | Heaven & Hell       |
| 2020                                                                                  | «Naked»                                              | —                       | —                       | —                       | —                       | —                       | —                       | —                       | —                       | —                       | —                       | — | Heaven & Hell       |
| 2020                                                                                  | «Christmas Without You»                              | —                       | —                       | 28                      | —                       | —                       | —                       | —                       | —                       | 66                      | —                       | — | Внеальбомный сингл  |
| 2020                                                                                  | «My Head & My Heart»                                 | 21                      | 18                      | 22                      | —                       | —                       | —                       | 45                      | 72                      | 19                      | 90                      | — | Heaven & Hell       |
| 2021                                                                                  | «Everytime I Cry»                                    | —                       | —                       | 107                     | 58                      | 62                      | 39                      | —                       | —                       | —                       | —                       | — | Внеальбомные синглы |
| 2021                                                                                  | «The Motto» (при участии Tiësto)                     | —                       | —                       | 64                      | —                       | —                       | 24                      | —                       | —                       | —                       | —                       | — | Внеальбомные синглы |
| «—» обозначает запись, которая не попала в чарт или не была выпущена в данной стране. |                                                      |                         |                         |                         |                         |                         |                         |                         |                         |                         |                         | |                     |

### В качестве приглашённого исполнителя
| Год                                                                                   | Название                                                                 | Высшая позиция в чартах | Высшая позиция в чартах | Высшая позиция в чартах | Альбом              |
| Год                                                                                   | Название                                                                 | ВЕЛ                     | НОЗ Hot                 | США Pop                 | Альбом              |
| ------------------------------------------------------------------------------------- | ------------------------------------------------------------------------ | ----------------------- | ----------------------- | ----------------------- | ------------------- |
| 2015                                                                                  | «Take Away the Pain» (Project 46 при участии Эйвы Кочи [англ. Ava Koci]) | —                       | —                       | —                       | Beautiful           |
| 2017                                                                                  | «Clap Your Hands» (Le Youth при участии Эйвы Макс)                       | —                       | —                       | —                       | Внеальбомные синглы |
| 2018                                                                                  | «Into Your Arms» (Витт Лоури при участии Эйвы Макс)                      | —                       | —                       | —                       | Внеальбомные синглы |
| 2018                                                                                  | «Make Up» (Vice и Джейсон Деруло при участии Эйвы Макс)                  | —                       | 40                      | —                       | Внеальбомные синглы |
| 2019                                                                                  | «Slow Dance» (AJ Mitchell при участии Эйвы Макс)                         | —                       | —                       | 28                      | Slow Dance          |
| 2020                                                                                  | «Stop Crying Your Heart Out» (как участница BBC Radio 2 Allstars)        | 7                       | —                       | —                       | Внеальбомные синглы |
| 2021                                                                                  | «Sad Boy» (R3hab и Джонас Блу при участии Эйвы Макс и Kylie Cantrall)    | —                       | —                       | —                       | Внеальбомные синглы |
| «—» обозначает запись, которая не попала в чарт или не была выпущена в данной стране. |                                                                          |                         |                         |                         |                     |

### Промосинглы
| Год                                                                                   | Название                                | Высшая позиция в чартах | Высшая позиция в чартах | Высшая позиция в чартах | Альбом              |
| Год                                                                                   | Название                                | НОЗ Hot                 | РУМ                     | ЧЕШ                     | Альбом              |
| ------------------------------------------------------------------------------------- | --------------------------------------- | ----------------------- | ----------------------- | ----------------------- | ------------------- |
| 2016                                                                                  | «Anyone but You» (как Эйва [англ. Ava]) | —                       | —                       | —                       | Внеальбомные синглы |
| 2018                                                                                  | «My Way»                                | —                       | 38                      | —                       | Внеальбомные синглы |
| 2018                                                                                  | «Slippin» (при участии Gashi)           | —                       | —                       | —                       | Внеальбомные синглы |
| 2018                                                                                  | «Not Your Barbie Girl»                  | —                       | —                       | —                       | Heaven & Hell       |
| 2019                                                                                  | «Blood, Sweat & Tears»                  | —                       | —                       | 60                      | Внеальбомные синглы |
| 2019                                                                                  | «Freaking Me Out»                       | 29                      | —                       | —                       | Внеальбомные синглы |
| 2019                                                                                  | «On Somebody»                           | 35                      | —                       | —                       | Внеальбомные синглы |
| «—» обозначает запись, которая не попала в чарт или не была выпущена в данной стране. |                                         |                         |                         |                         |                     |

## Гостевые участия
| Год                                                                                   | Название       | Другой(-ие) артист(-ы)  | Высшая позиция в чартах | Высшая позиция в чартах | Альбом           |
| Год                                                                                   | Название       | Другой(-ие) артист(-ы)  | КАН                     | США Digital             | Альбом           |
| ------------------------------------------------------------------------------------- | -------------- | ----------------------- | ----------------------- | ----------------------- | ---------------- |
| 2018                                                                                  | «Let It Be Me» | Дэвид Гетта             | —                       | —                       | 7                |
| 2020                                                                                  | «On Me»        | Томас Ретт и Кейн Браун | 91                      | 50                      | Scoob! The Album |
| «—» обозначает запись, которая не попала в чарт или не была выпущена в данной стране. |                |                         |                         |                         |                  |

## Видеоклипы
| Год                                  | Песня                        | Режиссёр(ы)                    |
| Как ведущий исполнитель              | Как ведущий исполнитель      | Как ведущий исполнитель        |
| ------------------------------------ | ---------------------------- | ------------------------------ |
| 2018                                 | «My Way»                     | Джейк Уилсон                   |
| 2018                                 | «Sweet but Psycho»           | Шоми Патвари                   |
| 2019                                 | «So Am I»                    | Исаак Ренц                     |
| 2019                                 | «Torn»                       | Джозеф Кан                     |
| 2019                                 | «Freaking Me Out»            | Эдгар Дэниел                   |
| 2019                                 | «Tabú»                       | Сантьяго Сальвиче              |
| 2019                                 | «Alone, Pt. II»              | Кристиан Берг                  |
| 2020                                 | «Kings & Queens»             | Исаак Ренц                     |
| 2020                                 | «Who’s Laughing Now»         | Исаак Ренц                     |
| 2020                                 | «Naked»                      | Ханна Люкс Дэвис               |
| 2020                                 | «OMG What’s Happening»       | Ханна Люкс Дэвис               |
| 2021                                 | «My Head & My Heart»         | Шарм ЛаДонна и Эмиль Нава      |
| 2021                                 | «EveryTime I Cry»            | Эйва Макс и Шарлотта Резерфорд |
| 2021                                 | «The Motto»                  | Кристиан Бреслауэр             |
| В качестве приглашённого исполнителя |                              |                                |
| 2017                                 | «Clap Your Hands»            | Rafatoon                       |
| 2018                                 | «Into Your Arms»             | Бобби Ханафорд                 |
| 2018                                 | «Make Up»                    | Исаак Ренц                     |
| 2019                                 | «Slow Dance»                 | Miles и AJ                     |
| 2020                                 | «On Me»                      | Неизвестно                     |
| 2020                                 | «Stop Crying Your Heart Out» | Фил Дикон                      |